# Fructosa-6-fosfato
La fructosa-6-fosfato (también conocida como éster de Neuberg) es una molécula de fructosa fosforilada en el carbono 6. La forma β-D de este compuesto es muy común en las células. La gran mayoría de las moléculas de glucosa y fructosa que entran en la célula son rápidamente convertidas a sus respectivas formas fosforiladas, glucosa-6-fosfato y fructosa-6-fosfato, con el fin de impedir que puedan atravesar la membrana plasmática y difundir al medio extracelular, algo muy difícil al poseer un grupo cargado como es el fosfato en su estructura.

## Historia
En 1918, el bioquímico alemán Carl Neuberg halló un compuesto (identificado posteriormente como fructosa-6-fosfato) que podía ser producido mediante una hidrólisis ácida suave del éster de Harden-Young (fructosa-1,6-bisfosfato). A raíz de este hallazgo, la fructosa-6-fosfato fue bautizada inicialmente con el nombre de éster de Neuberg.

## Papel en la glucólisis
La fructosa-6-fosfato es un intermediario de la glucólisis. Es producida por la isomerización de la glucosa-6-fosfato y posteriormente transformada, mediante una fosforilación, en fructosa-1,6-bisfosfato.

## Isómeros
La fructosa-6-fosfato tiene solo un isómero biológicamente activo, la forma β-D. El resto de isómeros, si bien existen, no pueden participar en ningún proceso biológico.